# Aleksandr Sumarókov
Aleksandr Petróvich Sumarókov (San Petersburgo, 14 de noviembre de 1717 – Moscú, 1 de octubre de 1777) fue un notable poeta, dramaturgo clasicista, escritor y traductor ruso.

## Biografía
Nació en San Petersburgo, en una familia noble. Estudió en la escuela militar para la nobleza. Escribió sus primeros versos allí. En 1740 se graduó y fue adscrito a la mayoría de campaña del conde Burkhard Christoph von Münnich, más tarde fue ayudante del conde Alekséi Razumovski.
Su primera tragedia Jórev (1747) fue hecha al corte y le dio fama. Colaboró con la compañía teatral de Yaroslavl que fue famosa gracias al destacado actor ruso Fiódor Vólkov (1729-1763).
En 1756 Sumarókov fue apuntado el director del teatro fijo y escribió y puso en escena 8 tragedias, 13 comedias y 3 libretos de opera, incluyendo el libreto de la primera opera puesta en Rusia en 1755 – Céfalo y Procris de Francesco Araja.
Sumarókov escribió obras de otros géneros también. En 1755—1758 el escribió para la revista académica «Obras mensuales», en 1759 editó su propia revista satírica «La abeja industriosa». En 1762—1769 publicó algunas colecciones de fábulas, en 1769 -1774 - algunas colecciones de sus versos.
El escritor experimentó con muchos géneros – oda, epístola, sátira, elegía, canción, madrigal, epitafio, etc. Sumarókov también usó diferentes pies, ritmos, rimas y estrofas. Fue uno de los primeros parodistas en Rusia – el escribió el ciclo de “Odas absurdas” haciendo mofa del estilo “furioso” de Mijaíl Lomonósov. Su poesía es la de un ciudadano justo y honesto, porque Sumarókov criticó el abuso de poder y la arrogancia de terratenientes.
En 1761 fue destituido de su cargo de director del teatro y en 1769 se trasladó a Moscú. Abandonado por los mecenas y empobrecido, se dio a la bebida y murió en 1777.

## Obras escogidas
Tragedias
- Jórev (1747)
- Sineo y Truvor (1750)
- Semira (1751)
- Artistona (1759)
- Vysheslav (1768)
- Demetrio el Falso (1771)
- Mstisláv (1774)

Comedias
- Concusionario - Лихоимец (1787)
- El venenoso - Ядовитый (1787)
- Narciso - Нарцисс (1787)
- Monstruos - Чудовищи (1750)
- Altercación fútil - Пустая ссора (1787)
- Guardador - Опекун (1765)
- Bienes dotales ganados por engaño - Приданое обманом (1769)
- Cornudo en su imaginación - Рогоносец по воображению (1772)
- La rencillosa - Вздорщица (1770)